# Hochangereichertes Uran

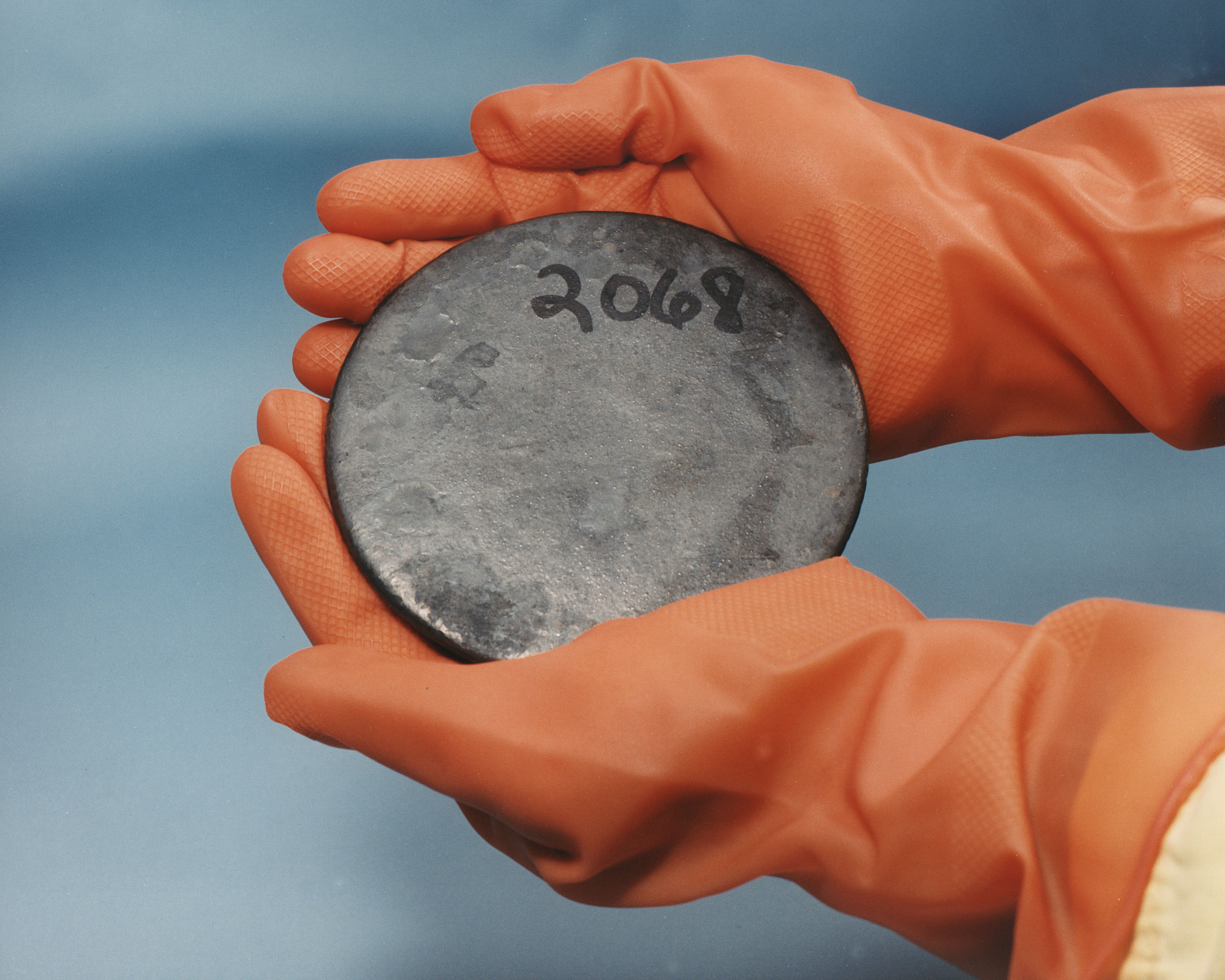
Hochangereichertes Uran, das aus Schrott gewonnen wurde, der in der Anlage des Y-12 National Security Complex in Oak Ridge, Tennessee, verarbeitet wurde.

Von hochangereichertem Uran (englisch highly enriched uranium, HEU) spricht man, wenn in einem uranhaltigen Material der Gehalt des leicht spaltbaren Isotops 235U einen gewissen Prozentsatz übersteigt. Nach der in der Europäischen Gemeinschaft verwendeten Definition enthält hochangereichertes Uran mindestens 20 % 235U; diese Definition findet sich auch in einem Glossar der IAEO und weiteren Quellen. Ein anderes Glossar der IAEO nennt allerdings 80 %.
Im natürlichen Uran kommt 235U nur mit einer Häufigkeit von 0,7 % vor. Zur Verwendung in Leichtwasserreaktoren muss das Uran auf 3–3,5 % 235U-Gehalt angereichert werden (reactor-grade). Die Urananreicherung kann mit verschiedenen Verfahren erfolgen. Der erzielte Anreicherungsgrad hängt dabei grundsätzlich nur von der Zahl der Kaskaden (gleichartigen Verfahrensstufen) ab, die das Material hintereinander durchläuft. HEU kann daher mit allen Anreicherungsverfahren hergestellt werden. Die verschiedenen Verfahren unterscheiden sich aber deutlich darin, wie leicht und unauffällig die jeweilige Anlage von der Herstellung großer Mengen mit geringer Anreicherung (für Reaktorkraftwerke) auf kleine Mengen mit hoher Anreicherung (für Waffen) umgestellt werden kann.
 Prinzipiell könnte auf 20 % angereichertes Uran bereits in Kernwaffen verwendet werden, doch würde ein solcher Sprengsatz große Mengen Uran erfordern und wäre sehr ineffizient. Daher spricht man erst ab einem Anreicherungsgrad von 85 % von weapons-grade. Die am 6. August 1945 auf Hiroshima abgeworfene Bombe Little Boy enthielt knapp 60 kg auf 93 % angereichertes HEU. Auch das Brennelement in der 2004 in Betrieb gegangenen Forschungs-Neutronenquelle Heinz Maier-Leibnitz (Forschungsreaktor München II) enthält auf 93 % angereichertes HEU, so dass ihre Inbetriebnahme zunächst sehr umstritten war.
Im Rahmen des von US-Präsident Dwight D. Eisenhower angestoßenen Atoms-for-Peace-Projekts exportierten die USA, die in der westlichen Welt zunächst ein Monopol auf Urananreicherung besaßen, an solche Staaten, die sich verpflichtet hatten, es ausschließlich zu Forschungszwecken und zur Energiegewinnung einzusetzen. Dazu musste der Anreicherungsgrad durch Vermischen des HEU (Anreicherungsgrad 93 %) mit natürlichem Uran erst wieder gesenkt werden.
Deutschland berichtete zum Ende 2009 ein Inventar von insgesamt 0,92 t hochangereichertem Uran an die IAEA. Davon befanden sich 0,19 t im Brennstoff von Forschungsreaktoren, 0,73 t bestrahltes hochangereichertes Uran befand sich in Lagerung und 0,03 t wurden anderweitig gelagert.

## Tabelle der HEU-Bestände nach Ländern
Die Tabelle spiegelt den Stand zum 31. Dezember 2016 wider und beruht weitgehend auf an die IAEA übermittelte Daten.
| Staat                  | Bestand an HEU |
| ---------------------- | -------------- |
| Russland               | 0695 t         |
| USA                    | 0604 t         |
| Frankreich             | 0031 t         |
| Vereinigtes Königreich | 0021,2 t       |
| China                  | 0016 t         |
| Pakistan               | 0003 t         |
| Indien                 | 0000,8 t       |
| Israel                 | 0000,3 t       |
| Andere                 | 0015 t         |